# 孔 (机械加工)

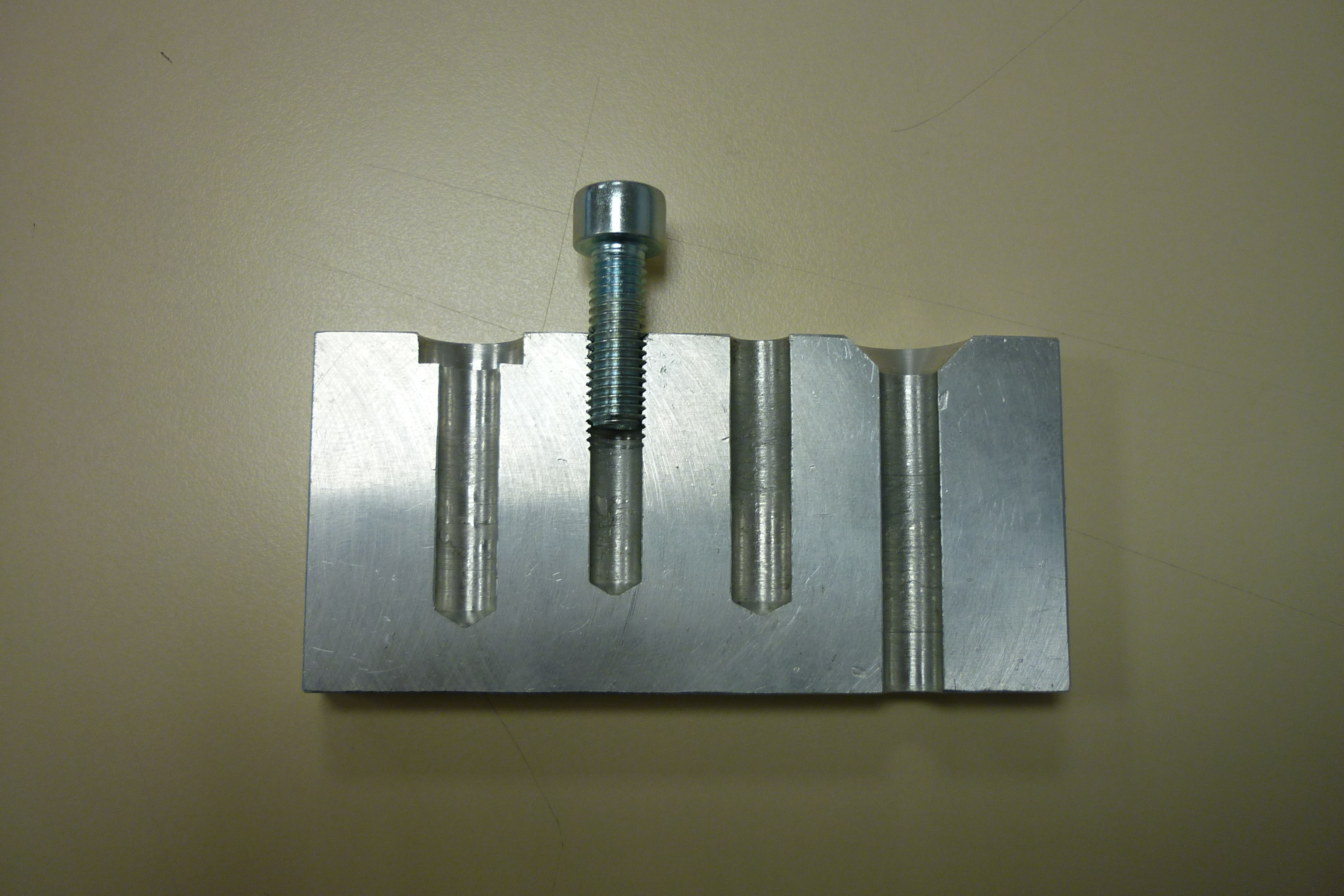

孔是指一个物体上所缺失的，并且封闭的部分。

## 类型
从用途看，有轴和盘套类零件轴线位置的配合孔、支架箱体类零件的轴承支撑孔以及各类零件上的销钉孔、穿螺钉孔、润滑油孔和其他非配合孔等；从尺寸和结构形状看，有大孔、小孔(Ø<3mm)、微孔、通孔、盲孔、台阶孔和深孔（深度/直径>5）等；从技术要求看，有高精度低粗糙度孔、中等精度孔和精度要求较低的孔。

### 通孔和盲孔

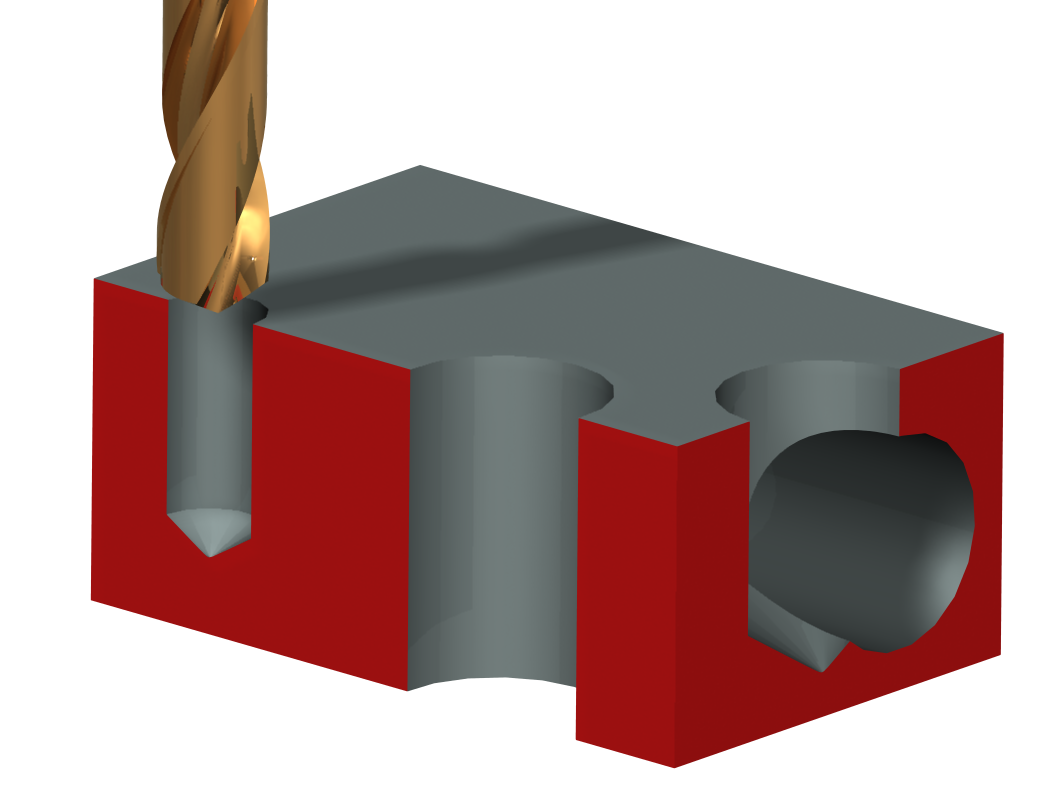
不同的孔：盲孔（左）、通孔（中）、interrupted（右）

通孔是指完全貫穿工件的孔，可能是用絞刀、钻頭及銑床加工的。通孔和盲孔不同，盲孔在工件的一側有洞，延伸到工件中，但沒有穿過工件。
通孔用的絲攻一般會有錐度，在通孔加工時速度較快，在絲攻離開工件時，也比較容易排出切屑。

## 机床加工

A.麻花钻 B.镗刀 C.手用铰刀 D.机用铰刀 E.沉头钻 F.锪钻 G.埋头钻 H.螺絲攻

内圆表面加工比外圆表面要困难。因为加工孔时，刀具受孔径限制，刚度差，切削时易产生变形和振动，不能采用大的切削用量；而且孔加工时近似半封闭式切削造成散热和排屑条件极差，刀具磨损快，孔壁易被切屑划伤。因此，孔加工的质量不易保证，生产率较低，加工成本较高。
孔的加工方法很多，切削加工方法有钻孔、扩孔、铰孔、车孔、镗孔、拉孔、磨孔以及金刚镗、精密磨削、超精加工、珩磨、研磨和抛光等；特种加工孔的方法有电火花穿孔、超声波穿孔和激光打孔等。选用时要注意其适用的批量、孔径尺寸以及零件材质等因素。能进行孔加工的机床也很多，常用的有钻床、车床、铣床、铣镗床、磨床、拉床、珩床以及电火花成型机床、超声波加工机床、激光加工机床等。

### 钻孔
钻孔是用钻头在实心材料上加工出孔的操作，可以在钻床、车床、铣床和铣镗床进行。钻孔直径一般小于 80mm 。常用的钻头有麻花钻、扁钻、中心钻、深孔钻等。加工精度一般为IT13～IT11，表面粗糙度Ra一般为50~12.5μm。主要用于加工螺栓孔、螺纹底孔、油孔等质量要求不高的孔。
- 高速鑽孔
- 摩擦鑽孔

### 锪孔

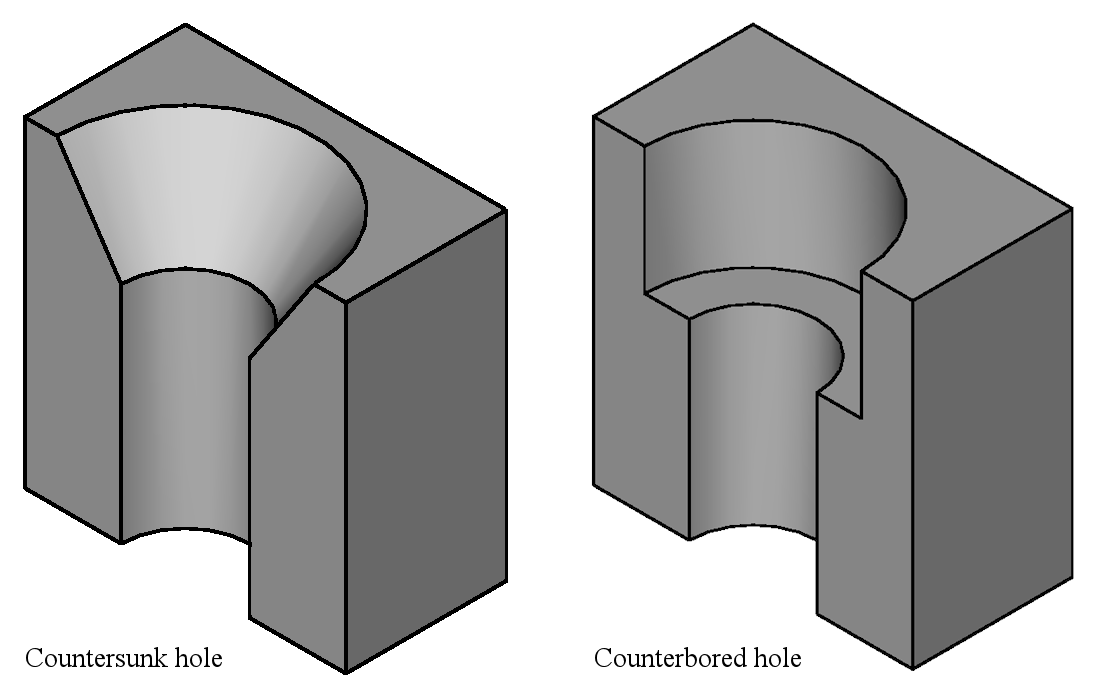
埋头孔和沉头孔

锪孔是用锪钻将孔口表面加工成一定形状。柱形鍃钻用来鍃圆柱形沉头孔；锥形鍃钻用来鍃锥形沉头孔（埋头孔），锥角一般有60°、75°、90°、120°四种；端面鍃钻用来鍃平孔端面，保证加工后的端面与孔中心线垂直。

### 扩孔
扩孔是用扩孔钻或麻花钻将工件上原有孔径进行扩大的加工方法，在钻直径大于30mm的孔时有较大优势。加工精度达IT10~IT9，表面粗糙度达Ra3.2μm，常用于孔的半精加工和铰孔前的预加工。扩孔钻常和钻头、铰刀或鍃钻制成钻-扩-鍃或钻-扩-铰一体式复合刀具，提高生产率。

### 镗孔
镗孔又叫车孔，是用镗刀对现有孔做进一步加工，扩大孔径，提高精度，降低表面粗糙度和纠正原孔的轴线偏斜。精镗的精度为IT8~IT6，表面粗糙度Ra为1.6~0.8μm。对于孔径较大、尺寸和位置精度要求较高的孔和孔系，镗孔几乎是唯一的加工方法。

### 铰孔

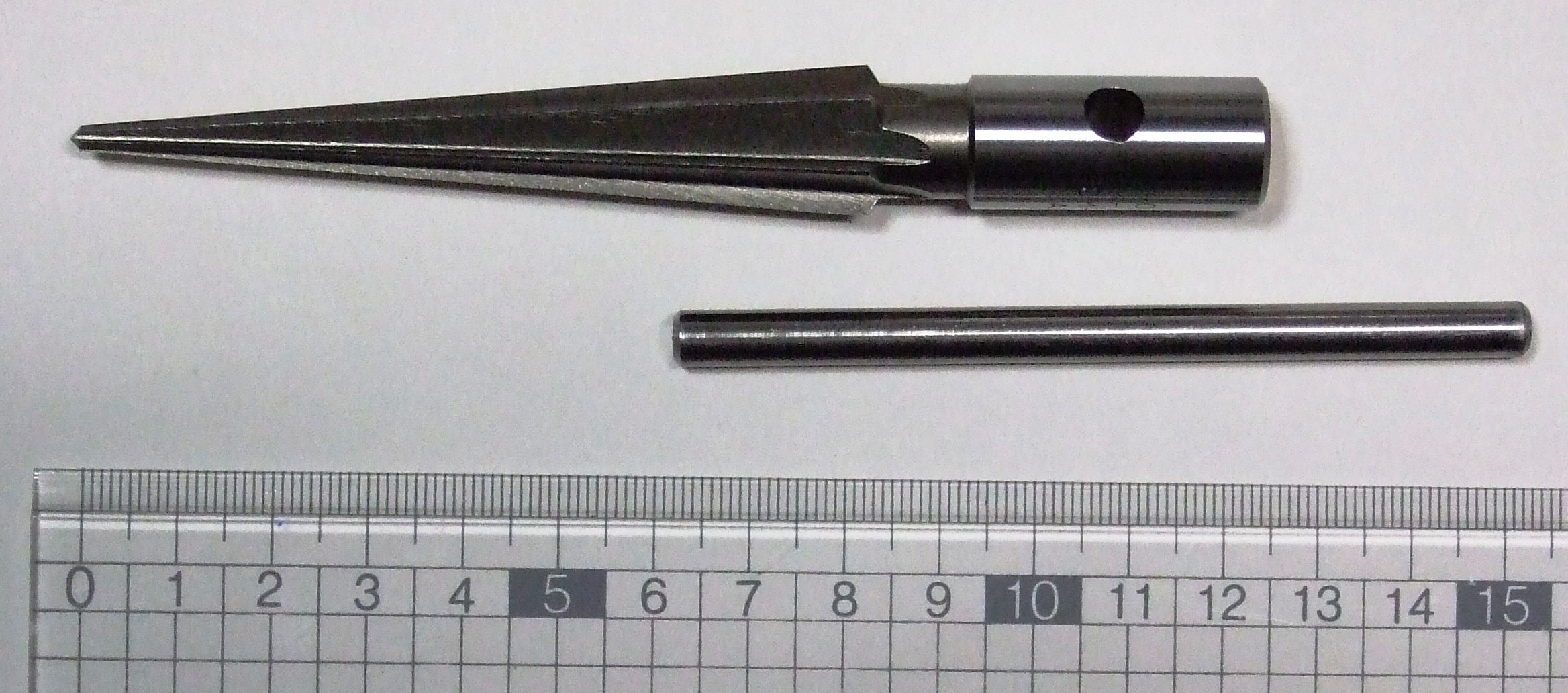
锥度铰刀

铰孔是用铰刀从工件孔壁上切除微量金属层，以提高孔的尺寸精度（IT9~IT7）和降低表面粗糙度（Ra0.8μm），一般在钻孔、扩孔或镗孔之后进行。铰刀按加工段分为手用铰刀及机用铰刀两种。手用铰刀柄部为直柄，工作部分较长，导向作用较好。铰刀不仅可加工圆形孔，也可用锥度铰刀加工锥孔。常见锥度有1:10、1:30、1:50以及锥度近似1:20的莫氏锥度铰刀。

### 拉孔

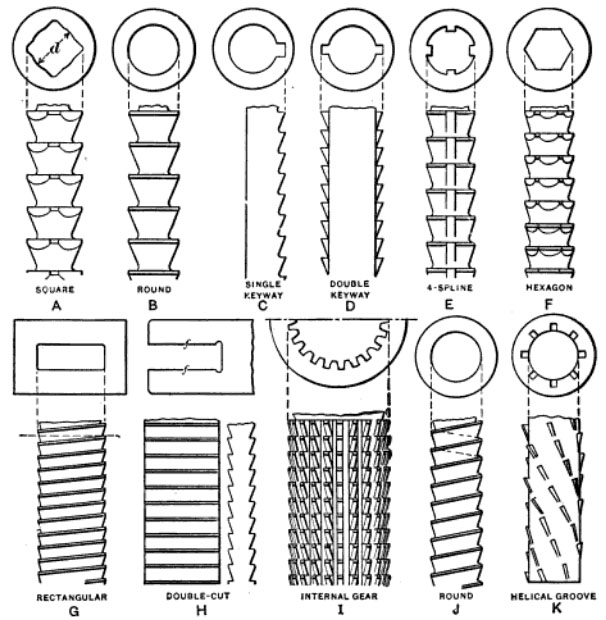
各种各样的拉刀

拉孔是用拉刀在拉床上精加工孔的一种方法，不仅能加工圆孔，还可以加工成形孔、花键孔。精度为IT9~IT6，表面粗糙度Ra为2.5~0.16μm。拉刀一般较贵，常用在大批量生产中加工孔径为8~125mm，孔深不超过孔径5倍的中小件通孔。被加工钢件的洛氏硬度一般在16~24之间，若工件硬度大于HRC35，拉刀会很快磨损，应避免加工太硬的材料、不锈钢或钛合金。

### 磨孔
磨孔能达到精度IT9~IT7，表面粗糙度Ra为5~0.32μm。其中，研磨是使用研具和磨料剂从工件表面上去除极薄的金属的加工方法；珩磨是利用带有磨条（油石）的珩磨头对孔进行光整加工的方法。